# 반복 게임
게임 이론에서 반복 게임(repeated games)은 경기자 사이에 여러 차례에 걸쳐 전략적 의사결정을 하는 게임을 말한다. 반복 게임에서는 경기자가 어떤 행동을 취하여 얻는 현재의 보수 뿐만 아니라 미래의 상황까지 염두에 두고 전략적 의사결정을 분석하게 된다.

## 유한반복 게임
유한반복게임은 경기자가 게임을 T회 진행한다는 것을 알고 있다는 전제에서 이루어지며, 역진귀납법을 통해 부분게임 완전 균형을 구하는 방법으로 균형을 분석한다. 이 경우 반복게임의 구성 요소가 되는 1회게임의 내시 균형의 개수에 따라 결과가 달라진다.
1회게임 내시 균형이 1개인 게임을 T회 반복한 경우에, 유한반복게임의 균형은 1회게임 내시 균형에 해당하는 의사결정이 매 기마다 반복된다. 이를 젤텐의 정리(Selten's theorem)라고 한다. T기에는 게임이 종료되므로 각각의 경기자는 서로 협력할 유인이 없고, T-1기에는 T기에서 서로 협력할 유인이 없다는 것을 경기자가 알고 있기 때문에 T-1기에 배신하더라도 그에 대해 보복하여 협력을 강제할 수 없다. 따라서 T-1기에도 경기자는 서로 협력하지 않는 것이 최선이다. 이 과정을 반복하여 1기까지 거슬러 올라가면 1회게임 내시 균형이 T차례 반복되는 것과 같은 결과가 된다.
내시 균형이 여러 개인 1회게임을 유한 차례 반복할 경우에는 매 기에서 나타날 수 있는 내시 균형의 조합은 유한반복게임의 부분게임 완전 균형이 될 수 있다. 그 외에도 반복게임의 각 단계에서 내쉬 균형이 아닌 전략조합이 선택되는 것도 가능하다. 경기자가 원하는 행동을 상대방이 선택한다면 그 이후에 정상경로를 따르고, 경기자가 원하는 행동을 상대방이 선택하지 않는다면 보복경로를 따르는 전략을 공표한다면 게임의 각 단계에서 내시 균형이 아니지만 보다 높은 보수를 얻을 수 있는 전략조합이 선택될 수 있다.:265-268

## 무한반복 게임
게임이 무한히 반복되거나 게임이 언제 종료될 것인지 경기자가 알 수 없는 상황을 무한반복게임으로 분석한다. 죄수의 딜레마 게임이 무한히 반복된다면 게임의 경기자가 협조적 행동을 함으로써 1회게임의 내시 균형보다 높은 보수를 얻는 균형에 도달하는 것이 가능하게 된다. 무한반복게임에서는 상대 경기자가 협력관계에서 배신하는 경우에 보복하여 상호 협력할 때 얻을 수 있는 보수보다 낮은 보수를 얻게 할 수 있다. 상대방이 한 번 배신할 경우에 영원히 보복하는 무자비 전략을 사용한다고 가정할 때, 경기자가 상호 협력으로 얻을 수 있는 보수의 현재할인가치가 배신 후 보복국면으로 접어드는 시나리오에서 얻을 보수의 기대 현재할인가치보다 높다면 게임의 경기자들은 상호 협력하는 것이 합리적인 전략이 된다.
각각의 경기자에게 1회게임 내시 균형보다 높은 수준의 할인 인자(discount factor)가 충분히 크다면, 다시 말해 할인율이 작은 경우라면 1회게임 내시 균형보다 높은 보수 조합에 도달할 수 있다. 이를 일반화해 사회적으로 실현 가능하며, 개인합리성 조건을 만족하는 임의의 보수조합에 대해 무한반복게임의 균형이 될 수 있도록 하는 할인인자가 존재한다는 정리를 전래 정리(Folk theorem)라고 한다.:282-292
무한반복게임에서는 개별 경기자가 미래의 보수를 고려한다면 경기자간 협력을 통해 비협조적인 1회게임 내시 균형보다 높은 보수를 얻을 수 있다는 의미를 가진다. 산업조직론에서는 무한반복게임에서 경기자간 협력을 통해 높은 보수를 얻을 수 있다는 논리를 통해 담합과 카르텔의 지속가능성을 설명한다.